# Salles-sur-Garonne
Salles-sur-Garonne är en kommun i departementet Haute-Garonne i regionen Occitanien i södra Frankrike. Kommunen ligger i kantonen Rieux-Volvestre som tillhör arrondissementet Muret. År 2022 hade Salles-sur-Garonne 591 invånare.

## Befolkningsutveckling
Antalet invånare i kommunen Salles-sur-Garonne
Referens:INSEE